# 18e eeuw v.Chr.
De 18e eeuw v.Chr. (van de christelijke jaartelling) is de 18e periode van 100 jaar, dus bestaande uit de jaren 1800 tot en met 1701 v.Chr. De 18e eeuw v.Chr. behoort tot het 2e millennium v.Chr.

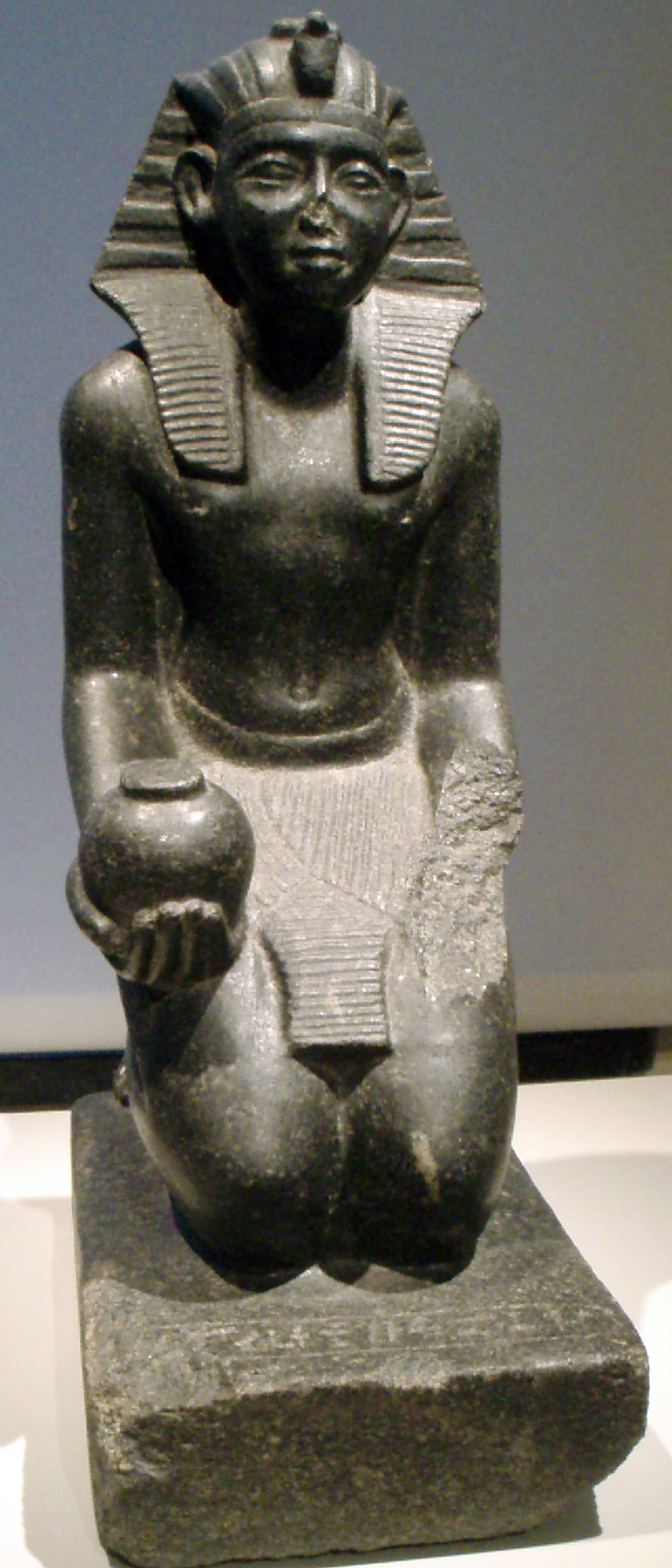
Sobekhotep V rond 1750-1700

Opmerking: Omdat in deze tijd de dateringen meestal niet veel nauwkeuriger zijn dan plusminus enkele tientallen jaren, worden in dit tijdvak de gebeurtenissen per eeuw weergegeven.

## Gebeurtenissen

### Europa
- ca. 1800 v.Chr. - In Scandinavië wordt nu met brons gewerkt, dat wordt ingevoerd in ruil voor barnsteen en dierenhuiden. Ook op het Iberisch schiereiland (Spanje) en in Engeland wordt brons als basismateriaal gebruikt voor o.a. wapens.

- vanaf 1800 v.Chr. - De Hilversumcultuur kenmerkt het midden der Lage Landen tot Calais in de vroege en midden-bronstijd (1800 - 1200 v.Chr.).

### Mesopotamië
- ca. 1800 v.Chr. - Door een inval van de Hettieten verliest Assyrië zijn handelsnederzettingen in het noorden en het noordwesten. Dat heeft gevolgen voor de staatsinkomsten en de Assyrische macht wordt verzwakt.
- ca. 1800 v.Chr. - Na de val van de 3e dynastie van Ur en de opkomst van Assur, worden de gebieden ten noorden van Babylon veroverd.
- ca. 1780 v.Chr. - Een korte heropbloei van de Sumerische cultuur (tot 1763 v.Chr.) onder Rim-Sin van Larsa.
- ca. 1790 v.Chr. - Hammurabi (1792 - 1750 v.Chr.) wordt koning van het Babylonische Rijk. Er ontstaat grote rivaliteit tussen Larsa, Esjuna, Babylon en Assur.
- Koning Hammurabi heerst over het grootste deel van Akkad en graaft kanalen, bouwt vestingen en tempels.
- ca. 1780 v.Chr. - Koning Hammurabi verovert in Sumer de steden Uruk en Isin. Hij legt een wetboek vast (Codex Hammurabi), op basis van wedervergelding ("oog om oog en tand om tand").
- Koning Hammurabi voert zware straffen in voor overtreders, zoals geselen, verminken en terechtstellen op verschillende manieren.
- ca. 1760 v.Chr. - Hammurabi verslaat de laatste (Elamitische) koning van Larsa (Rim-Sin). Hiermee komt voorgoed een eind aan Sumer en begint het Babylonische tijdperk.
- ca. 1750 v.Chr. - Koning Hammurabi weet de Amoritische staten aan de bovenloop van de Eufraat en de Tigris te verenigen. Babylon wordt het religieus centrum van het rijk.
- ca. 1750 v.Chr. - Hammurabi wordt opgevolgd door zijn zoon Samsu-iluna.
- ca. 1742 v.Chr. - Rim-Sin van Larsa verovert Nippur, maar Samsu-iluna weet de stad terug te veroveren.
- ca. 1742 v.Chr. - Samsu-iluna komt in conflict met de Kassieten van het Zagrosgebergte.
- ca. 1738 v.Chr. - Babylonië moet Ur, Uruk en Larsa opgeven. Ook Elam maakt zich weer onafhankelijk.
- ca. 1720 v.Chr. - Babylonië brokkelt verder af. Nippur en Isin worden opgegeven.
- ca. 1712 v.Chr. - Samsu-iluna wordt opgevolgd door zijn zoon Abi-eshu.

### Egypte
- ca. 1800 v.Chr. - Koning Neferoesobek (1798 - 1793 v.Chr.) wordt de achtste farao/koningin van de 12e dynastie van Egypte.
- ca. 1790 v.Chr. - De tweede tussenperiode kondigt zich aan in het Egyptische Rijk. De 13e en 17e dynastie van Egypte regeren tot 1550 v.Chr.
- ca. 1780 v.Chr. - In deze tijden volgt anarchie en de bezetting door vreemde heersers: Libiërs, Ethiopiërs en Assyriërs.
- ca. 1750 v.Chr. - Koning Sobekhotep V (1750 -1700 v.Chr.) regeert als farao van de 13e dynastie van Egypte.

### Kreta
- In de periode 1750 - 1700 v.Chr. verdwijnen om nog onbekende redenen de eerste paleizen op Kreta. Uit deze periode stammen ook de kleitabletten met daarop teksten in het nog onontcijferde schrift lineair A.

### India
- ca. 1800 v.Chr. - Waarschijnlijk als gevolg van de regelmatige overstromingen komen de steden aan de Indus in verval.

### China
- ca. 1800 v.Chr. - In China ontstaan meer steden en begint men de staat te organiseren.
- ca. 1750 v.Chr. - Begin van de Shang-dynastie, die tot ± 1100 v.Chr. aan de macht zal blijven. De bevolking vestigt zich in de Gele Riviervallei, langs de Gele Rivier.

### Zuid-Amerika
- ca. 1800 v.Chr. - In het Andesgebied wordt meer aan georganiseerde landbouw gedaan. Dit houdt kunstmatige irrigatie in.
- ca. 1750 v.Chr. - Het latere Peru aardewerk doet zijn intrede als gebruiksvoorwerp.

## Uitgestorven
- De mammoet van het eiland Wrangel

## Belangrijke personen
- Hammurabi, de zesde koning van Babylon.
- Xia Jie, de zeventiende en laatste heerser van de Xia-dynastie.
- Shang Tang, koning van Shang en stichter van de Shang-dynastie. Hij zet Xia Jie af.

<< · 20e · 19e · 18e · 17e · 16e · 15e · 14e · 13e · 12e · 11e · >>